# Atak (film 1956)
Atak (ang. Attack!) – dramat wojenny z 1956 w reżyserii Roberta Aldricha. Scenariusz filmu został oparty na sztuce Normana Brooksa pod tytułem Fragile Fox.

## Opis fabuły
II wojna światowa, koniec roku 1944, front zachodni we Francji. Pluton porucznika Costy usiłuje zdobyć niemiecki bunkier. Powodzenie ataku zależy od wsparcia reszty kompanii dowodzonej przez kapitana Cooneya. Jednak w decydującym momencie, kiedy niemiecki ogień przygważdża i dziesiątkuje ludzi Costy, pomoc nie nadchodzi – tchórzliwy Cooney nie wydaje rozkazu do ataku.
Po pewnym czasie Costa otrzymuje kolejne zadanie – przeprowadzenie rozpoznania niedużego miasteczka La Nelle. W wypadku napotkania oporu Niemców ma otrzymać niezwłoczne wsparcie kapitana Cooneya. Costa wkracza do miasteczka, jednak musi się na zdobytym przyczółku przeciwstawić silnemu naporowi Niemców wspieranych czołgami. Ponosi duże straty, a pomimo wezwań przez radio, obiecana pomoc nie nadchodzi. Wycofuje się wraz z kilkoma ocalałymi ludźmi i ciężko ranny dociera do kwatery Cooneya. Chce go zabić, jednak na skutek odniesionych ran umiera zanim zdąży to zrobić. Cooney chce się poddać, terroryzując swoich żołnierzy bronią – wie, że jako oficerowi nic mu nie grozi, a los jego żołnierzy niewiele go obchodzi. Jednak inny oficer, porucznik Woodruff, nie zamierza na to pozwolić – strzela do Cooneya. Swoje strzały do tchórzliwego kapitana oddają również ocaleli żołnierze z oddziału Costy.
Cała ta sytuacja jest olbrzymim dylematem moralnym dla Woodruffa. Z jednej strony, przy wsparciu podległych mu żołnierzy, zabił tchórzliwego dowódcę, przez którego poległo wielu jego kolegów i zapobiegł poddaniu się oddziałom SS. Jednocześnie jednak zdaje sobie sprawę, że dokonał czegoś w rodzaju samosądu, który nawet w warunkach wojennych nie powinien mieć miejsca. Jego żołnierze, nie mają wątpliwości – zgodnie twierdzą, że kapitan Cooney poległ od kul niemieckich, a sam Woodruff nie mógł jednoznacznie stwierdzić czy jest jego zabójcą, ponieważ nie tylko on strzelał. Jego zwierzchnik – bystry podpułkownik Bartlett zdaje sobie doskonale sprawę co naprawdę się wydarzyło. Okazuje się być dowódcą wyjątkowo cynicznym i pragmatycznym, a cała sytuacja jest mu tylko na rękę. Na miejsce nieudolnego Cooneya mianuje z awansem na kapitana Woodruffa, a poległych Costę i Cooneya uznaje po prostu za bohaterów poległych w walce. W ostatniej scenie filmu Woodruff łączy się telefonicznie z dowódcą dywizji generałem Parsonsem – nie wiadomo co mu zamelduje, czy insynuowaną wersję podpułkownika Bartletta czy prawdę.

## Obsada aktorska
- Jack Palance jako porucznik Costa
- Eddie Albert jako kapitan Cooney
- Lee Marvin jako podpułkownik Bartlett
- William Smithers jako porucznik Woodruff
- Robert Strauss jako starszy szeregowy Bernstein
- Richard Jaeckel jako szeregowy Snowden
- Buddy Ebsen jako sierżant Tolliver
- Jon Shepodd jako kapral Jackson
- Peter van Eyck jako oficer SS
- James Goodwin jako starszy szeregowy Ricks
- Steven Geray jako Otto, niemiecki jeniec
- Jud Taylor jako szeregowy Abramowitz
- Strother Martin(inne języki) jako sierżant Ingersol

i inni.